# Тано Каридди
Гаэта́но (Та́но) Кари́дди (итал. Gaetano Cariddi) — один из харизматичных персонажей телесериалов «Спрут», часто выступал в качестве антагониста. Роль Тано во взрослом возрасте исполнил актёр Ремо Джироне, в подростковом возрасте — актёр Примо Реджани. Персонаж был придуман сценаристами Сандро Петральей и Стефано Рулли, которые ввели его в «Спрут 3» с идеей развить до одного из главных героев в «Спруте 4».
Тано Каридди — холодный, циничный, при этом очень умный, амбициозный и жаждущий власти человек. На протяжении сериала его личность меняется, он колеблется в выборе между добром и злом, доброе и злое начало в нём попеременно одерживают победу. Как сказал сам Тано Каридди перед своим самоубийством в «Спруте 10», он всю жизнь страдал, и хотел, чтобы его душу излечили от зла, но так и не нашлось любящего человека, который мог бы это сделать.

## Биография персонажа
Тано родился в маленьком городке на западе Сицилии. Он являлся незаконнорождённым сыном сутенёра, будущего босса мафии, Пьетро Фавиньяны, и проститутки Марии. Когда Тано был маленьким, на его глазах отец убил мать, что наложило на Тано отпечаток на всю жизнь. После убийства Пьетро Фавиньяна передаёт маленького Тано на воспитание одному из своих батраков, Сальваторе Меле. Тано растёт на ферме своего приёмного отца, а Фавиньяна продолжает присматривать за ним. Даже будучи ребёнком, несмотря на свою неграмотность, Тано проявляет признаки большого ума и выражает желание учиться. После того, как Тано спас Пола, сына барона Альтамуры (подробнее см. «Спрут 8»), барон берёт Тано к себе в дом. Тано просит барона отдать его учиться, барон соглашается. Тано очень увлекается книгами в доме барона Альтамуры и, по-видимому, хорошо учится. Однако вскоре его настоящий отец, Пьетро Фавиньяна, заключает сделку с бароном и, как часть сделки, забирает Тано себе, намереваясь когда-нибудь сделать его своим преемником во главе мафии. В этот момент Тано ещё не вспомнил, кто его настоящий отец и кто убил его мать. Вскоре же, вспомнив, он приходит в смятение и желает отомстить отцу. Но он мстит не лично, как это можно было бы ожидать, а лишь выдаёт жене Фавиньяны, Розарии, что Фавиньяна убил её отца, таким образом провоцируя её отомстить. Девушка, будучи  не в силах вынести этого факта, убивает Фавиньяну, таким образом осуществляя месть и за себя, и за Тано. У неё остаётся совсем маленькая дочь — Мария — сводная сестра Тано. Чувствуя ответственность за то, что сделал девочку сиротой, Тано выторговывает у барона Альтамуры пожизненное содержание для неё, а для себя — возможность учиться в престижной школе за границей. Сестра Тано, Мария, в детстве заболевает шизофренией, и Тано всю жизнь приходится опекать её. Она же становится единственным человеком, кто любит его. Тано тоже любит сестру и заботится о ней, несмотря на то, что при его образе жизни она является для него помехой и уязвимостью, которой пользуются и преступники, и полиция.
После отъезда в заграничную школу история Тано много лет не прослеживается. Скорее всего, он продолжает учиться за границей, несмотря на смерть барона Альтамуры (подробнее см. «Спрут 9»), и периодически возвращается на Сицилию, поскольку Мария в детстве помнит Тано, о чём она упоминает в «Спруте 5». В «Спруте 4» Тано рассказывает, что вынужден был каждый год неизменно становиться лучшим в классе, чтобы получать стипендию и иметь возможность продолжать учиться.
Закончив в Англии не названное конкретно престижное учебное заведение и получив отличное образование, Каридди становится секретарём и помощником Николы Антинари, связанного с грязными сделками итальянского банкира, и учится у него ведению банковских дел. В этом качестве Каридди предстаёт в начале сериала «Спрут 3», в котором он ещё является одним из второстепенных персонажей. Из уважения и благодарности к своему наставнику, Николе Антинари, Тано берёт на себя грязную работу и лично убивает директора «Банка Антинари» Дино Алесси в расплату за организованную Алесси смерть Карло Антинари, сына Николы. При этом Тано надеется в будущем занять место Алесси у руля «Банка Антинари», и вскоре ему это удаётся. В это же время Тано впервые вступает в контакт с мафией по поручению Николы Антинари, а затем становится для мафии важным финансовым распорядителем, хотя непосредственно членом мафии не является и клятву верности мафии не приносит. Более того, позднее выясняется, что Тано испытывает к мафии определённое отвращение. Однако, как выразился глава мафии Пупаро в «Спруте 4», хоть Тано и не приносил клятвы, он всегда был человеком мафии, и хоть он не принадлежал ни к какому из мафиозных кланов, он принадлежал им всем.
Когда после смерти Николы Антинари владелицей банка становится его внучка Джулия Антинари, ничего не понимающая в банковском деле, её советником и помощником у руля банка становится Тано Каридди. Вскоре Джулия Антинари погибает за границей при загадочном несчастном случае, что даёт повод и комиссару Каттани, и Пупаро обвинить в этом Тано, но тот категорически отрицает свою причастность. Так или иначе, после смерти Джулии полный контроль над «Банком Антинари» переходит к Каридди. Единственная оставшаяся в живых наследница Антинари, Грета — ещё ребёнок, и Тано всеми средствами стремится получить над ней опеку. Так начинается «Спрут 4», в котором Тано становится одним из главных действующих лиц.
В «Спруте 4» Тано стремится заполучить контроль над финансовой империей Филиппо Рази. Шантажируя его, Тано принуждает Рази ввести его в совет директоров, а чтобы это не вызвало подозрений, организовать фиктивный брак Каридди с дочерью Рази, Эстер. Рази выполняет требования Тано, но осознав, что погубил дело всей своей жизни и испортил жизнь дочери, заканчивает жизнь самоубийством. Эстер, поняв, что до самоубийства отца довёл Тано, решает отомстить. Она притворяется влюблённой в Тано, a сама передаёт за его спиной комиссару Каттани важную информацию, которая в итоге приводит к крушению планов Каридди и стоящей за ним мафии. Тано же, поддавшись притворству Эстер, без ума влюбляется в неё. Любовь смягчает его холодность, в какой-то момент кажется, что Тано меняется к лучшему, он совершает добрый поступок, передав сиротскому приюту целый грузовик игрушек. Но обнаружив, что Эстер предала его, он сходит с ума от боли и отчаяния и в припадке ярости и безумства убивает жену. Его приговаривают к длительному тюремному заключению, но ввиду психического нездоровья отправляют на принудительное лечение в психиатрическую клинику. Любовь к Эстер, несмотря на её убийство, Тано пронесёт через всю жизнь, вплоть до самой смерти её фотография всегда будет при нём.
В «Спруте 5» Тано, оправившегося от смерти Эстер, вызволяет из психиатрической клиники барон Линори, решивший с его помощью отомстить мафии за смерть сына. Однако когда барон вскоре погибает, и его место занимает младший сын, Тано Каридди решает предать семью Линори и втайне действовать далее не в их интересах. Когда сын барона Линори обнаруживает измену Тано и приходит убить его, Тано, воспользовавшись моментом, сам убивает младшего Линори и сбегает. Чтобы замести следы, партнёр Тано по провалившейся сделке, Антонио Эспиноза, вынуждает Тано совершить теракт, подложив на городском вокзале бомбу. Тано отправляет подложить бомбу свою психически больную сестру Марию, считая, что ей, не понимающей сути происходящего, не придётся всю жизнь страдать от осознания масштаба совершенного злодеяния. Когда же Тано видит арест Эспинозы и понимает, что всё кончено, он принимает решение избежать жертв и сообщает о заложенной бомбе в полицию. После этого он сбегает в Африку, в Сенегал, где погружается в глубокую депрессию, пьёт и принимает наркотики.
В «Спруте 6» в Африке Тано находит Давиде Ликата и насильно возвращает в Италию. Он прилагает большие усилия, чтобы заставить опустившегося Тано вернуться в форму и выступить на стороне закона. Генерал спецслужбы NOI Алессио Амадеи, организатор этой операции, обещает Тано смягчение приговора в обмен на его помощь в разоблачении преступников. Тано осознаёт смертельную опасность игры, в которую ему предлагают вступить: он долго колеблется, боится, устраивает перед Ликатой истерику, но в конце всё же соглашается. После выхода Тано на контакт по приказу мафии похищают и жестоко насилуют Марию. Желание мести придаёт Тано новые силы, он возвращает себе прежнюю форму и блестяще проводит игру против мафии. По завершении операции умирающий Ликата решает незаконно отпустить Тано вместе с Марией на свободу. В ответ он просит Тано о последней услуге — выманить на встречу с ним банкира Стефана Литвака, скрывающегося от мира. Под его личниной прячется нацистский военный преступник, лейтенант Кириу, о котором Ликате стало известно в ходе расследования другого дела. На этой встрече очень плохо себя чувствующий, умирающий Ликата теряет сознание прямо перед Кириу, но в этот момент уже уехавший было Тано возвращается и заканчивает задержание Кириу, которое не смог осуществить Ликата. Кириу, осознавая своё положение, обещает Тано огромное состояние и огромную власть взамен на свободу, но Тано не поддаётся. После прощания с Ликатой они с Марией отправляются на африканский остров, который Тано присмотрел для себя и сестры и на котором он хотел бы жить с ней в покое и уединении. После этого след Тано на некоторое время теряется.
В самом конце «Спрута 7» выясняется, что Мария умерла, а Тано вернулся в Италию и уединённо поселился в полуразрушенном замке у вершины вулкана Этны, страдая от груза несбывшихся надежд и разочарований. Глава мафиозной организации профессор Рамонте передаёт Тано на хранение свой зашифрованный архив компрометирующих материалов, который он собирал всю жизнь.
В «Спруте 10» Тано решает вернуться к делам, отобрать у Рамонте архив и организацию и попробовать встать во главе всей мафии Италии. И у него это уже почти получается, когда на его пути снова становится Сильвия Конти, которая вновь разрушает его планы. В конце заключительной серии перед Тано встаёт новая моральная дилемма. Он осознаёт, что чтобы замести следы, ему нужно убить похищенную по его приказу молодую девушку, Джулию Меркури, и он решается на этот шаг. Он приходит к ней с пистолетом, но гордая и смелая девушка своим поведением напоминает ему Эстер Рази — жену, которую он очень любил и которую убил. В приступе помешательства Тано говорит с Джулией, как будто видит перед собой Эстер. В отчаянии он обвиняет Эстер в том, что она была единственной, кто мог исцелить его душу от зла, а вместо этого она предала его и растоптала. Тано набрасывается и душит Джулию, как задушил когда-то Эстер, но когда Джулия уже почти потеряла сознание, помешательство Тано вдруг отступает. Тано осознаёт безысходность попыток преодолеть в себе зло и жажду власти и решает прекратить свои страдания и оградить мир от зла в себе. Он отпускает Джулию, а сам, прихватив с собой архив скончавшегося профессора Рамонте, кончает жизнь самоубийством, спустившись в жерло вулкана.
| Мини-сериал                                    | 1    | 2    | 3    | 4    | 5    | 6    | 7    | 8    | 9    | 10   |
| ---------------------------------------------- | ---- | ---- | ---- | ---- | ---- | ---- | ---- | ---- | ---- | ---- |
| Год выхода                                     | 1984 | 1986 | 1987 | 1989 | 1990 | 1992 | 1995 | 1997 | 1998 | 2001 |
| Серий                                          | 6    | 6    | 7    | 6    | 5    | 6    | 6    | 2    | 2    | 2    |
| Всего минут                                    | 384  | 384  | 430  | 600  | 522  | 600  | 627  | 220  | 220  | 200  |
| режиссёр Дамиано Дамиани                       | +    |      |      |      |      |      |      |      |      |      |
| режиссёр Флорестано Ванчини                    |      | +    |      |      |      |      |      |      |      |      |
| режиссёр Луиджи Перелли                        |      |      | +    | +    | +    | +    | +    |      |      | +    |
| режиссёр Джакомо Баттиато                      |      |      |      |      |      |      |      | +    | +    |      |
| Микеле Плачидо / Коррадо Каттани               | +    | +    | +    | +    |      |      |      |      |      |      |
| Патрисия Милларде / Сильвия Конти              |      |      |      | +    | +    | +    | +    |      |      | +    |
| Витторио Меццоджорно / Давиде Ликата           |      |      |      |      | +    | +    |      |      |      |      |
| Рауль Бова / Джанни Бреда / Карло Аркути       |      |      |      |      |      |      | +    | +    | +    |      |
| Ремо Джироне / Тано Каридди                    |      |      | +    | +    | +    | +    | +    |      |      | +    |
| Брюно Кремер / Антонио Эспиноза                |      |      |      | +    | +    | +    |      |      |      |      |
| Николь Жаме / Эльза (Эльзе) Каттани            | +    | +    |      |      |      |      |      |      |      |      |
| Каридди Нардулли / Паола Каттани               | +    | +    |      |      |      |      |      |      |      |      |
| Франсуа Перье / адвокат Терразини              | +    | +    | +    |      |      |      |      |      |      |      |
| Флоринда Болкан / Ольга Камастра               | +    | +    |      |      |      |      | +    |      |      |      |
| Ренато Мори / Джузеппе Альтеро / дон Альбанезе | +    | +    |      |      |      |      |      |      | +    |      |
| Ана Торрент / Мария Каридди                    |      |      |      |      | +    | +    |      |      |      |      |